# Sébikotane
Sébikotane ist eine städtische Gemeinde (commune) im Département Rufisque der Metropolregion Dakar, gelegen im zentralen Westen Senegals. Die Schreibweise des Namens ist im amtlichen Gebrauch nicht ganz einheitlich, jedoch überwiegt die Schreibweise Sébikotane deutlich gegenüber der Schreibweise Sébikhotane.

## Geographische Lage
Die Stadt Sébikotane liegt im Osten des Départements Rufisque an der Grenze zur Region Thiès als eine der Zugänge zur Cap-Vert-Halbinsel. Die Regionalpräfektur Rufisque liegt rund zwölf Kilometer und die Hauptstadt Senegals Dakar etwa 33 Kilometer westlich von hier. Das Stadtgebiet hat Anteil an den fruchtbaren Feuchtgebieten der Grand Niayes, die sich entlang der Grande-Côte von der Cap-Vert-Halbinsel bis zur Senegalmündung bei Saint-Louis hinziehen, gegen die salzhaltige Seeluft durch eine Kette von Küstendünen geschützt und bestens für Gartenbau geeignet. Das Meer im Nordwesten ist 15 Kilometer, und die Petite-Côte im Südwesten neun Kilometer entfernt.
Das Stadtgebiet hat eine Fläche von 20,11 km². Es wird im Süden, Westen und Norden umschlossen vom Gebiet der Stadt Diamniadio, die jenseits der Autoroute 1 südwestlich von Sébikotane zu finden ist. Im Osten benachbart ist das Gebiet von Keur Moussa.

## Geschichte
Der Ort Sébikotane wurde 1736 von der Volksgruppe der Serer gegründet. 1886 erhielt der Ort eine Station an der Bahnstrecke Dakar–Niger und nahm dadurch in der Folge einen starken wirtschaftlichen und bevölkerungsmäßigen Aufschwung. Die Wohnviertel Sébi-Gare, Keury Kao, Ndiola und Sébi Escale entstanden neu. 1911 entstand das katholische Grand séminaire François Libermann, ferner ein Kloster der Karmeliterinnen.
Nicht zuletzt war Sébikotane von 1938 bis 1965 Sitz der École normale William Ponty, die eine ganze Generation frankophoner schwarzafrikanischer Führungskräfte aus ganz Französisch-Westafrika ausgebildet hat. Das Viertel Sébi Ponty im Westen der Stadt wahrt mit seinem Namen die Erinnerung an diese Schule. Auf dem ehemaligen Schulgelände sollte seit den 1990er Jahren die Université du Futur africain errichtet werden, ist aber nach dem Scheitern dieser Pläne zu einem Gefängnis umgebaut worden (Maison de correction de Sébi Ponty).
Sébikotane war ab 1984 Sitz einer Landgemeinde (Communauté rurale), die den ganzen Südosten des Départements Rufisque umfasste. Im Jahr 1996 erhielt der Hauptort Sébikotane den Status einer städtischen Gemeinde (commune) und wurde aus der Landgemeinde herausgelöst. Diese erhielt nach dem neuen Hauptort den Namen communauté rurale de Yène.

## Bevölkerung
Nach den letzten Volkszählungen hat sich die Einwohnerzahl der Stadt wie folgt entwickelt:
| Jahr | Einwohner |
| ---- | --------- |
| 1988 | 31.101    |
| 2002 | 18.582    |
| 2013 | 27.402    |
| 2023 | 42.839    |

## Verkehr
Sébikotane liegt an der Nationalstraße N 2. Sie verbindet in einem großen Bogen, zunächst in einigem Abstand der Grande Côte und dann dem linken Senegalufer folgend, die Metropolregion Dakar mit den Städten Thiès, Tivaouane, Kébémer, Louga, Saint-Louis, Richard Toll, Dagana, Ourossogui und zuletzt Kidira an der malischen Grenze.
Zwischen Diamniadio und Sébikotane gibt es eine Anschlussstelle der mautpflichtigen Autoroute 1 an die N2.